# Placówki dyplomatyczne i konsularne w Polsce: H
Stan na: 23 grudnia 2024

## Haiti
Brak placówki – Polskę obsługuje Ambasada Republiki Haiti w Berlinie (Niemcy).

## Hiszpania

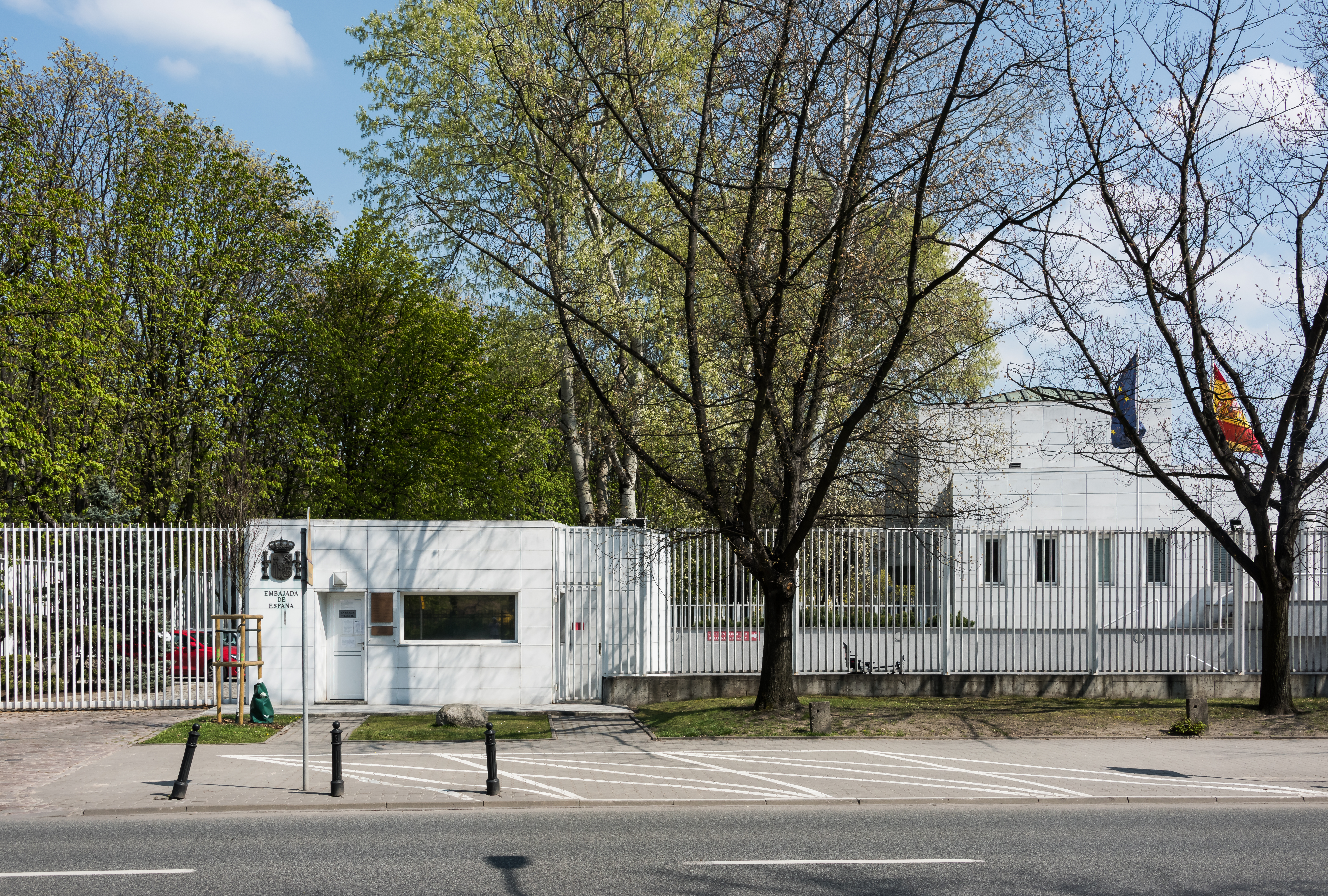
Siedziba ambasady Hiszpanii przy ulicy Myśliwieckiej w Warszawie

Ambasada Królestwa Hiszpanii w Warszawie
- szef placówki: Ramiro Fernández Bachiller (ambasador)
- Strona oficjalna

Konsulat Honorowy Królestwa Hiszpanii w Gdańsku
- szef placówki: Maciej Dobrzyniecki (konsul honorowy)

Konsulat Honorowy Królestwa Hiszpanii w Krakowie
- szef placówki: Radosław Fronc (konsul honorowy)

Konsulat Honorowy Królestwa Hiszpanii we Wrocławiu
- szef placówki: Jesús Garcia-Nieto Moreno (konsul honorowy)

## Holandia

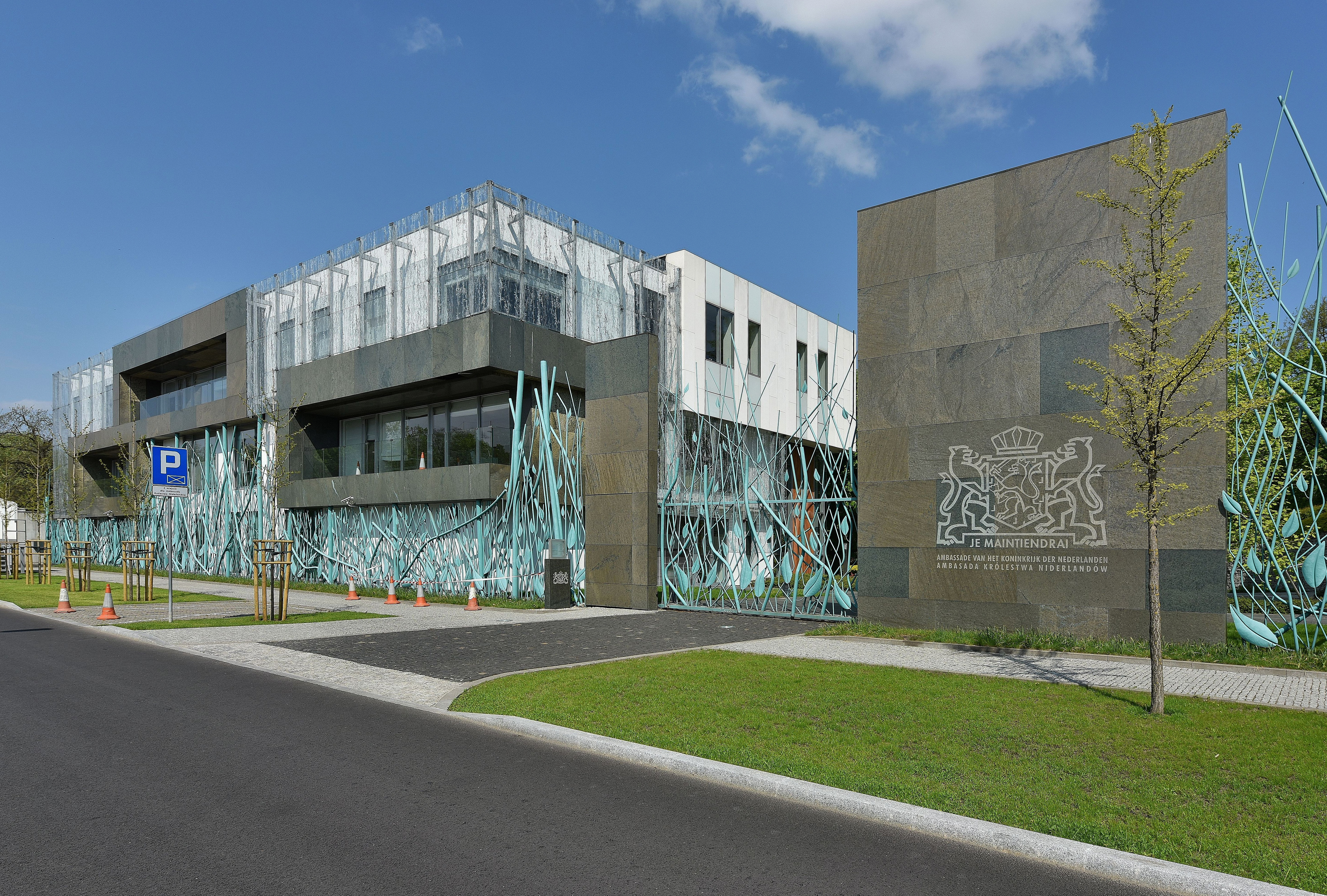
Ambasada Holandii przy ulicy Kawalerii w Warszawie

Ambasada Królestwa Niderlandów w Warszawie
- szef placówki: Jennes de Mol (ambasador)
- Strona oficjalna

Konsulat Honorowy Królestwa Niderlandów w Gdańsku
- szef placówki Monika Dorota Rosiak (konsul honorowy)

Konsulat Honorowy Królestwa Niderlandów w Krakowie
- szef placówki: Patrick den Bult (konsul honorowy)

## Honduras
Brak placówki – Polskę obsługuje Ambasada Republiki Hondurasu w Berlinie (Niemcy).
Konsulat Honorowy Republiki Hondurasu w Warszawie
- szef placówki: Andrzej Arendarski (konsul honorowy)